# 劍鿳
劍鿳（學名：Kyphosus gladius）又稱劍舵魚，為輻鰭魚綱日鱸目鿳科鿳屬的其中一種，傳統上屬於鱸形目。

## 名稱
本魚的拉丁語種加詞意為古羅馬之短劍，以本魚的身形似其劍形——最寛處近劍尖而在近劍柄處漸收窄——而得名。

## 分布
本魚分布於東印度洋區，是西澳海域的特有種，棲息深度1-15公尺，見於南緯28至35度、東經113至118度之間。

## 特徵
本魚體為銀色至藍色金屬色，眼下方有銀色線條，有一條垂直的綠色條紋在鰓蓋骨處沿著前鰓蓋骨後部向下延伸，背部無深色反蔭。口端位。與印太其他同屬物種相比，本魚的特徵在於側面呈延長的橢圓形且扁平。
本魚含背鰭硬棘10-11枚；背鰭軟條11-12枚；臀鰭硬棘3枚;臀鰭軟條11-12枚。外部鰓耙數5-19，上肢外部鰓耙數3-5，下肢外部鰓耙數11-15。側線鱗片55-64枚、有孔鱗片44-55枚，縱列鱗片49-57行。椎骨數共26：前椎骨數10和尾椎骨數16。背鰭和臀鰭的鰭條數分別為21和12。
第六背鰭棘為標準體長的8.7-11.9%；體高為標準體長的33.3-41.6%。體長可達45.7公分，目睹野外個體體長可能達52公分。